# Museu universitário

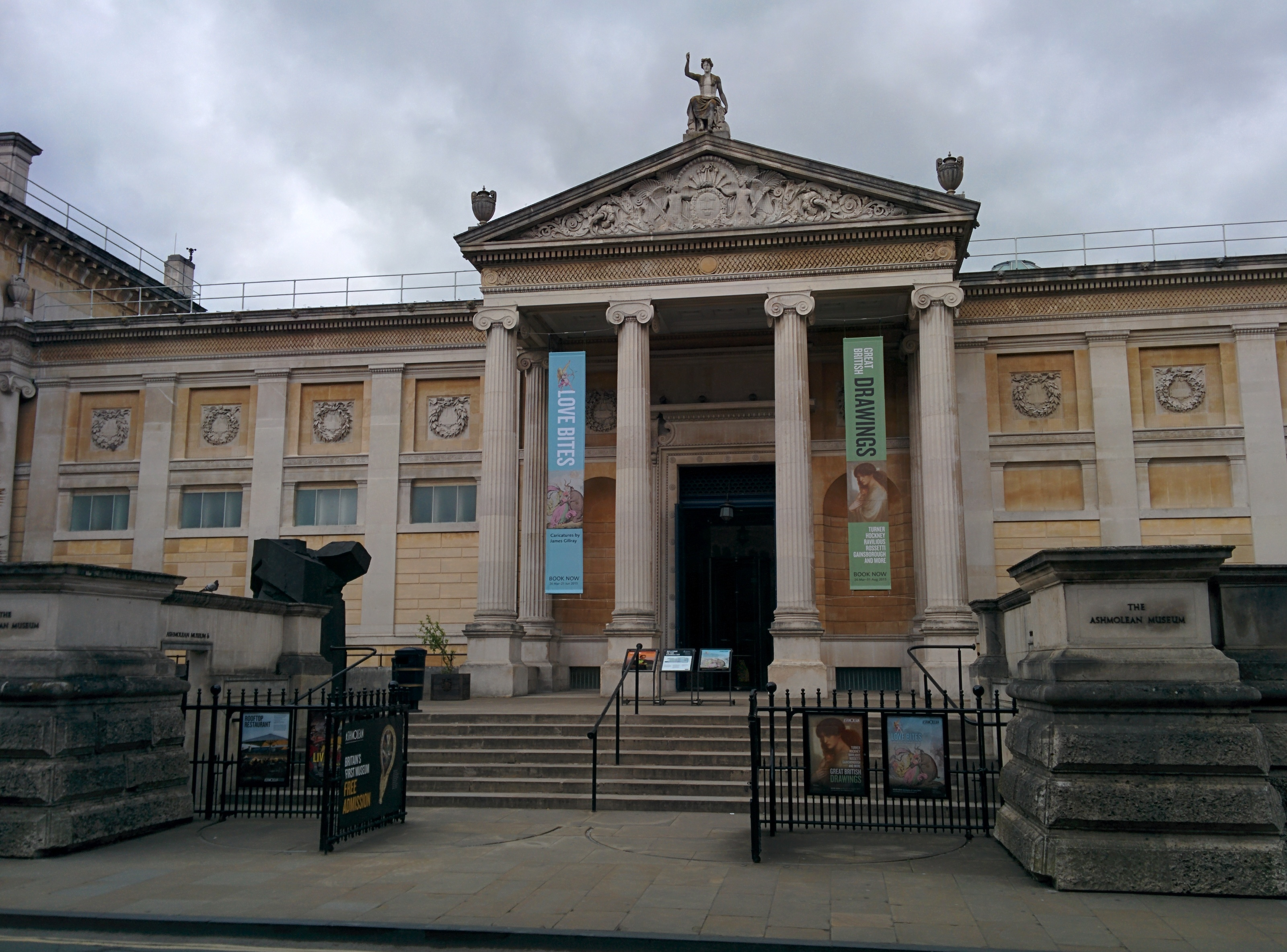
Entrada do museu Ashmolean, em Oxford, Inglaterra

Um museu universitário é um repositório de coleções de uma universidade, normalmente criado para apoio ao ensino e investigação dentro da instituição de ensino superior.
O Museu Ashmolean, na Universidade de Oxford, na Inglaterra, é considerado o primeiro museu moderno deste tipo (1683), originalmente localizada no edifício que agora é o Museu da História da Ciência. Um exemplo mais recente é o Museu Holburne de Arte em Bath, originalmente construído como um hotel, em 1796, mas que agora é o museu oficial da Universidade de Bath.

## Em Portugal
Segundo a associação  de coleções e museus universitários de cariz internacional UMAC (University Museums and Colections), existem atualmente cerca de 96 coleções e museus universitários em Portugal.

## Organizações relacionadas
- University Museums and Colections (UMAC) — uma associação internacional da universidade de museus e coleções.[3]